# It Gets Better

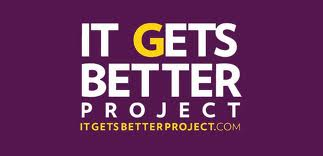

«Всё изменится к лучшему» (вариант: Жизнь налаживается, англ. It Gets Better) — акция, начатая американским журналистом Дэном Саваджем (англ. Dan Savage) после того, как несколько гомосексуальных подростков покончили жизнь самоубийством осенью 2010 года в США.
Кампания была поддержана многими знаменитостями, а также сотнями других людей различной сексуальной ориентации. В коротких видеороликах люди рассказывают свои жизненные истории. Певец Джефри Стар даже специально записал для проекта песню с названием «Kiss It Better», которую бесплатно выложил в Интернет для скачивания.
В проекте приняли участие Леди Гага, актриса Энн Хэтэуэй, журналист Ларри Кинг, певец Даррен Хейз, актриса и телеведущая Эллен ДеДженерес, певица Kesha, президент США Барак Обама, политик Хиллари Клинтон, политик Джо Байден, певица и актриса Джуэл, актёр Иэн Сомерхолдер, актриса Джули Бенц, актёр Крис Колфер, актёр и комедиант Дейн Кук, модель Эдрианн Карри, певица Глория Эстефан, певица и актриса Ив Джефферс, актёр Джесси Фергюсон, телеведущий Тимоти Ганн, актриса и певица Дженнифер Лав Хьюитт, известный блогер Перес Хилтон, певица Джанет Джексон, актёр Нил Патрик Харрис, певица Сиара, певец Адам Ламберт, актриса Дженни Маккарти, певец Эй Джей Маклин, актёр Закари Куинто, епископ Джин Робинсон, певец Prince Poppycock и многие другие.
В Германии также был создан немецкоязычный вариант проекта под названием «Es wird besser», в Нидерландах — «Het wordt beter», в Молдавии — «Totul se va schimba spre bine». В Финляндии множество известных людей, в том числе и министр Александр Стубб приняли участие в видеокампании Kaikki muuttuu paremmaksi («Всё становится лучше»), призывающая подростков чувствовать себя комфортно в своей сексуальности. В Великобритании премьер-министр Дэвид Кэмерон и другие члены парламента, военные, актёры, учителя, родители приняли участие в аналогичной кампании It gets better… today (Всё изменится к лучшему… сегодня).. В Канаде организация It Gets Better Canada записала двенадцатиминутный ролик с участием известных канадцев. Одна из вице-президентов Европейской комиссии Нели Крус записала видео It Gets Better Europe.
В июле 2017 года начало работать российское аффилированное подразделение It Gets Better Project. Оно было создано по инициативе группы активистов из Санкт-Петербурга (контракт о партнёрстве с главной организацией в Нью-Йорке был подписан 27 мая 2017 г.).